# К'ініч-К'ук'-Балам II
К'ініч-К'ук'-Балам II (д/н — після 783) — ахав Баакульського царства у 764-після 783 роках. Ім'я перекладається як «Осяйний-Кецаль-Ягуар».

## Життєпис
Походив з династії Токтан-Лакамхи. Був сином ахава К'ініч-Акуль-Мо'-Наба III та Іш-Цикін-Б'оок з династії сахалів Хуха. Зумів обійняти трон у 764 році після смерті або повалення ахава К'ініч-Кан-Балама III від царства Попо'. Церемонія інтронізації відбулася в день 9.16.13.0.7, 9 Манік' 15 Во (8 березня 764 року).
К'ініч-Кук'-Балам II згадується в зв'язку з затвердженням чергового «К'ан-Токського» володаря в день 9.16.16.15.9, 13 Мулук 2 К'аяб (20 грудня 767 року).
К'ініч-Кук'-Балам II здійснив низку незначних будівельних проектів в середині Палацу, зокрема, змінив побудовану його батьком Вежу, в основі якої помістив свій трон, сидінням якого служила кам'яна плита, що є сьогодні найвідомішим його пам'ятником — «Панель 96 ієрогліфів». Цей монумент — один із шедеврів скульптури класичних мая, відомий за майстерністю, з яким ієрогліфічна каліграфія була передана в камені. «Панель 96 ієрогліфів» була створена з нагоди 20-річного «ювілею» від дня коронації К'ініч-К'ук'-Балама II, що наступив в день 9.17.13.0.7, 7 Манік' 0 Паш (24 листопада 783 року).
Після 783 року про діяльність цього ахава немає певних відомостей.